# Gabi
Gabi ist ein meist weiblicher, seltener auch männlicher Vorname.

## Herkunft und Bedeutung
Gabi ist eine Kurz- und Koseform der Vornamen Gabriele oder Gabriel.

## Verbreitung
Gabi wird in Deutschland und Österreich nur gelegentlich vergeben. In der Schweiz tragen 132 Personen diesen Vornamen (Stand 2022). In den Niederlanden wird der Name seit Mitte der 1950er regelmäßig vergeben, rund 320 Mal, jedoch ist er nicht sonderlich beliebt. Der Name wird den nordischen Ländern Dänemark, Norwegen und Schweden für Mädchen und auch Jungen vergeben. Die männliche Variante ist in Schweden beliebter, dahingegen wird in Dänemark häufiger die weibliche Form gewählt. Ebenfalls kommt der Name in der Namensgebung von Frankreich und Polen sowie in den englischsprachigen Ländern England, Nordirland, Schottland, Kanada und den USA vor.

## Namensträgerinnen
- Gabi Bauer (* 1962), deutsche Nachrichtensprecherin
- Gabi Burgstaller (* 1963), österreichische Politikerin (SPÖ)
- Gabi Decker (* 1956), deutsche Kabarettistin, Moderatorin und Sängerin
- Gabi Dolff-Bonekämper (* 1952), deutsche Kunsthistorikerin
- Gabi Hauser (* 1958), österreichische Skirennläuferin
- Gabi Huber (* 1956), Schweizer Rechtsanwältin, Managerin und Politikerin (FDP)
- Gabi Kubach (* 1944), deutsche Regisseurin
- Gabi Lorenz (* 1961, jetzt Gabi Ockel), deutsche Volleyballspielerin
- Gabi Rockmeier (* 1973), deutsche Leichtathletin
- Gabi Waldner (* 1969), österreichische Journalistin und Moderatorin
- Gabi Zimmer (* 1955), deutsche Politikerin (Die Linke)

## Männliche Namensträger
- Gabi (Fußballspieler) (Gabriel Fernández Arenas ; * 1983) spanischer Fußballspieler (u. a. Atlético Madrid)
- Gabi Aschkenasi (hebräisch גבי אשכנזי; * 1954), israelischer Militär
- Gabi Delgado-López (1958–2020; eigentlich Gabriel Delgado López), Sänger von DAF
- Gabi Gleichmann (* 1954) ungarisch-schwedischer Kulturjournalist